# Skowrończe Góry
Skowrończe Góry – pasmo wzniesień o maks. wysokości 161,72 m n.p.m. na Wysoczyźnie Łobeskiej, położone w woj. zachodniopomorskim, w powiecie świdwińskim, w gminie Połczyn-Zdrój, wzdłuż dolnej Dębnicy.
Skowrończe Góry są zbudowane z utworów piaseczno-żwirowych pochodzenia kemowego. Są najwyższym pasmem grzbietu o długości ok. 9 km (północ-południe) oraz szerokości 2–3 km (zachód-wschód). Obszar ten ma bardzo zróżnicowaną rzeźbę terenu z licznymi pagórkami, wąwozami, źródliskami. Od strony zachodniej przylega do dna doliny Dębnicy (55,1 m n.p.m.), a od wschodu do obniżenia terenowego, w którym znajduje się Jezioro Kołackie i płynie struga Brzeźniczka.
Teren Skowrończych Gór został objęty obszarem specjalnej ochrony ptaków "Ostoja Drawska".
Nazwę Skowrończe Góry wprowadzono urzędowo w 1950 roku, zastępując poprzednią niemiecką nazwę Schlaf Berge.